# Matina
Matina este un oraș în statul Bahia (BA) din Brazilia.